# Шарі (річка)
Шарі (Chari, Shari) — річка в Центральній Африці, протікає територією Центральноафриканської Республіки, через Чад і його кордоном з Камеруном. Утворюється злиттям річок Уам, Бамінгі та Грібінгі. Довжина річки — 1400 км, площа водозбірного басейну — 650 000 км ². Шарі впадає в південну частину озера Чад. Поруч з кордоном Чаду і Камеруну в Шарі впадає річка Логон.

## Короткий опис
Більшість населених пунктів Чаду, включаючи Сарх та столицю Нджамена, зосереджені в районі річки. Шарі забезпечує 90 % води, що вливається в озеро Чад. Протягом 58 років, з 1933 по 1991 роки проводилися вимірювання рівня стоку поблизу Нджамени, що показали середню витрату води 1059 м ³/с, з мінімумами у квітні-травні (близько 150 м ³/с) і максимумами у вересні-листопаді (понад 2000 м ³/с). Абсолютний мінімум становив 8 м ³/с (річка практично повністю пересихала), абсолютний максимум — 4846 м ³/с.
Окрім Логоні, в Шарі впадають дрібніші річки: Бахр-Саламат, Бахр-Сарх, Бахр-Аук та Бахр-Кеїт. У літній дощовий сезон спостерігаються паводки.
На річці розвинене рибальство, найцінніша з місцевих порід риб — нільський окунь. Судноплавство можливе до Батангафо — більш ніж на 800 км від гирла.
Річка Шарі відкрита європейцями 1823 року, коли озеро Чад досліджували британські мандрівники Х'ю Клеппертон, Волтером Овднеєм та Діксоном Денгемою.